# 納克斯考灣

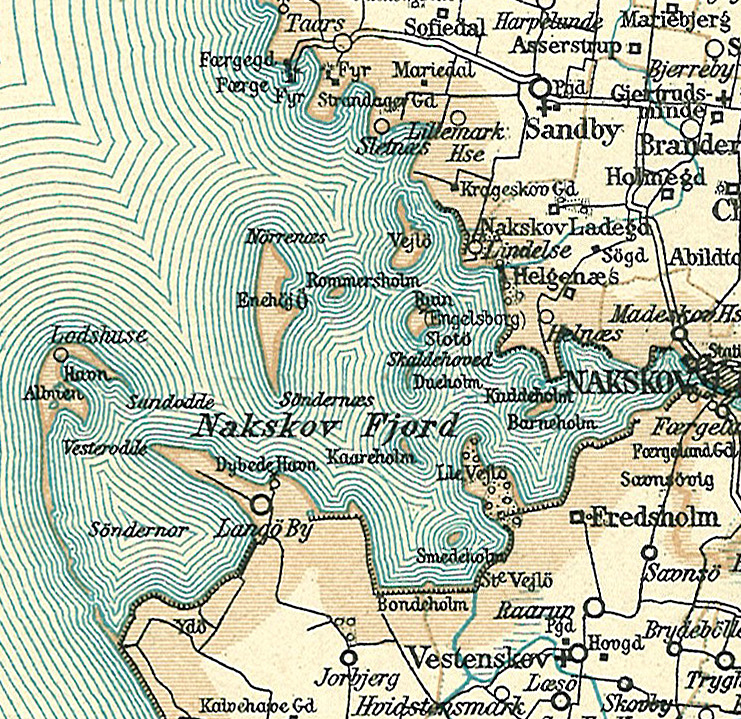

54°50′N 11°4′E / 54.833°N 11.067°E
納克斯考灣（丹麥語：Nakskov Fjord），是丹麥的海灣，位於洛蘭島以西，長12公里，平均水深1至2米，最大水深8.5米，該海灣有大約10座島嶼，是多種鳥類的棲息地。